# 浚渫船
浚渫船（しゅんせつせん）は、河川や港湾などの浚渫作業を行う作業船。

## 種類と特徴
河川や港のように土砂が流入する場所は次第に水深が浅くなるため、定期的に海底をさらう必要がある。浚渫船はこうした水路の安全確保や、水中土木工事の基礎固めに使用される。
浚渫船は船とは言っても必ずしも船の形はしておらず、四角いプラットフォームに近いものも多い。艀のように自走能力がなく、タグボートに牽引されるものもある。
浚渫する場所の土質・水深・地形などで用途別の船が使い分けられる。泥土や砂など柔らかい底質の場合グラブ、バケット、サクション式などが用いられる。より強固な底質の場合には大型のバケット式や、発破をかけ岩を崩した上でディッパー式など削岩できる浚渫船が使用される。
- ドラグサクション浚渫船
- ポンプ（サクション）浚渫船
- カッターレス ポンプ（サクション）浚渫船
- マイクロポンプ浚渫船
- バケット浚渫船
- ディッパー浚渫船
- バックホウ浚渫船
- グラブ浚渫船
- 軟泥浚渫船

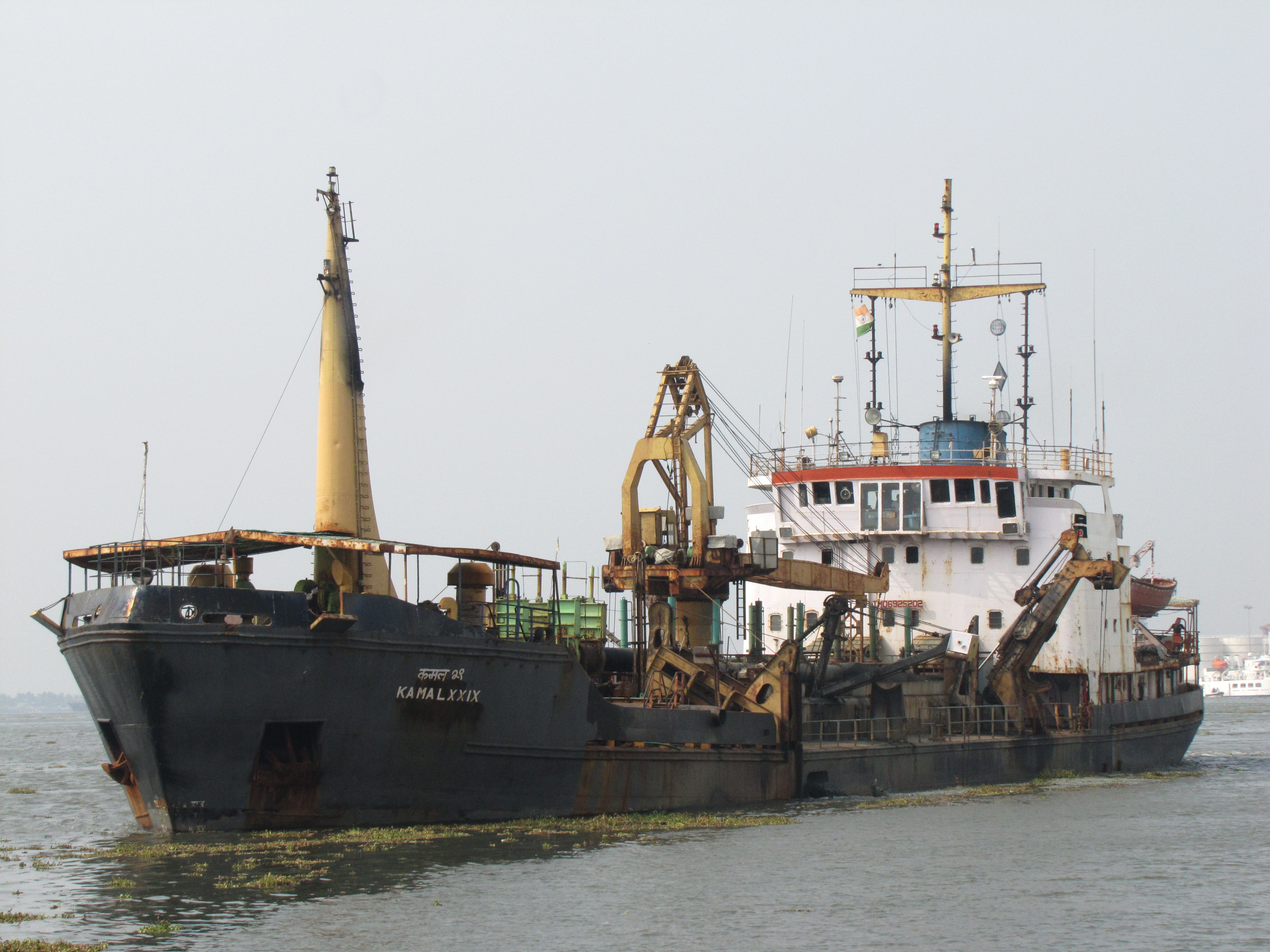
ドラグサクション式
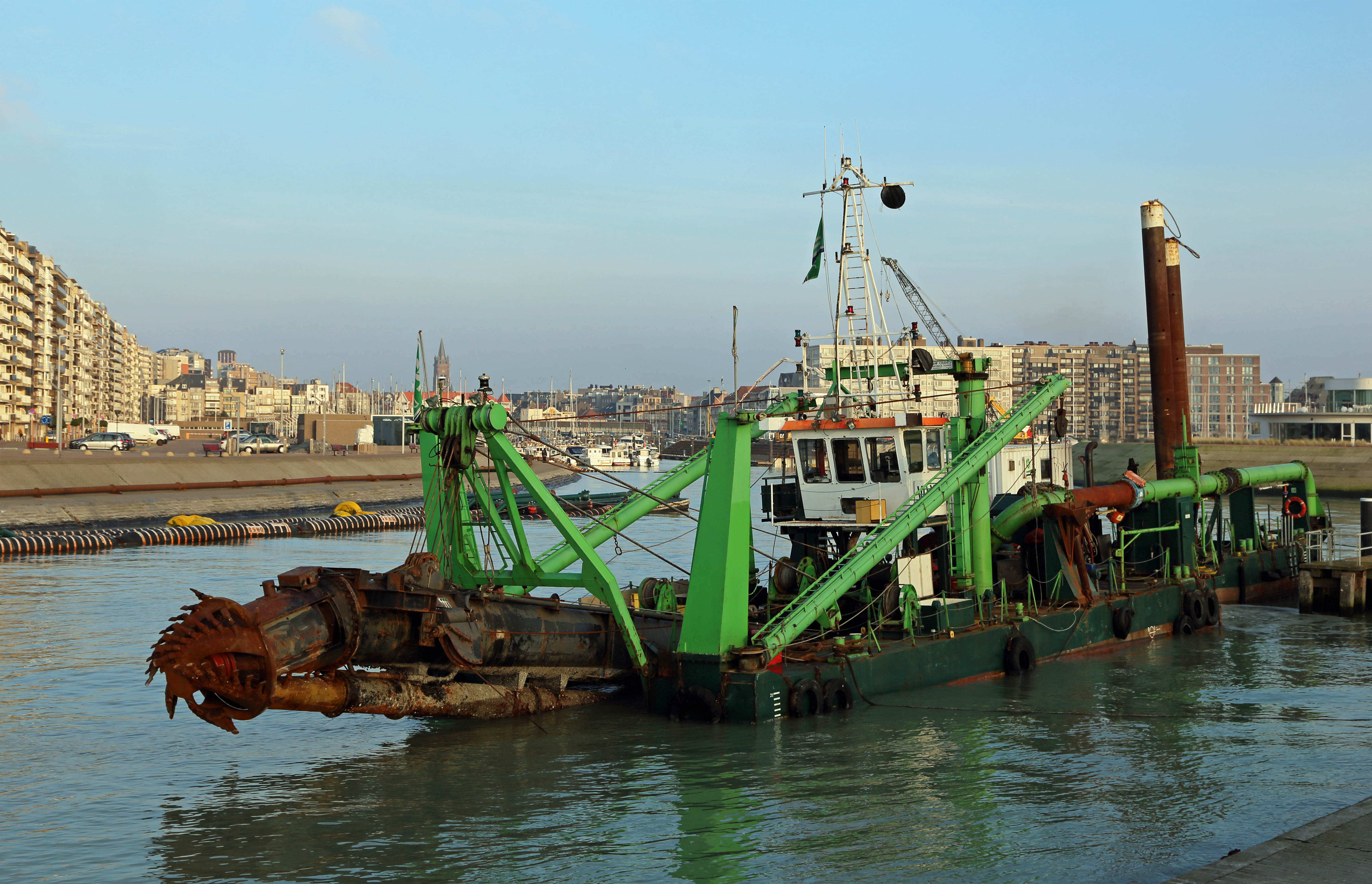
ポンプ（サクション）式
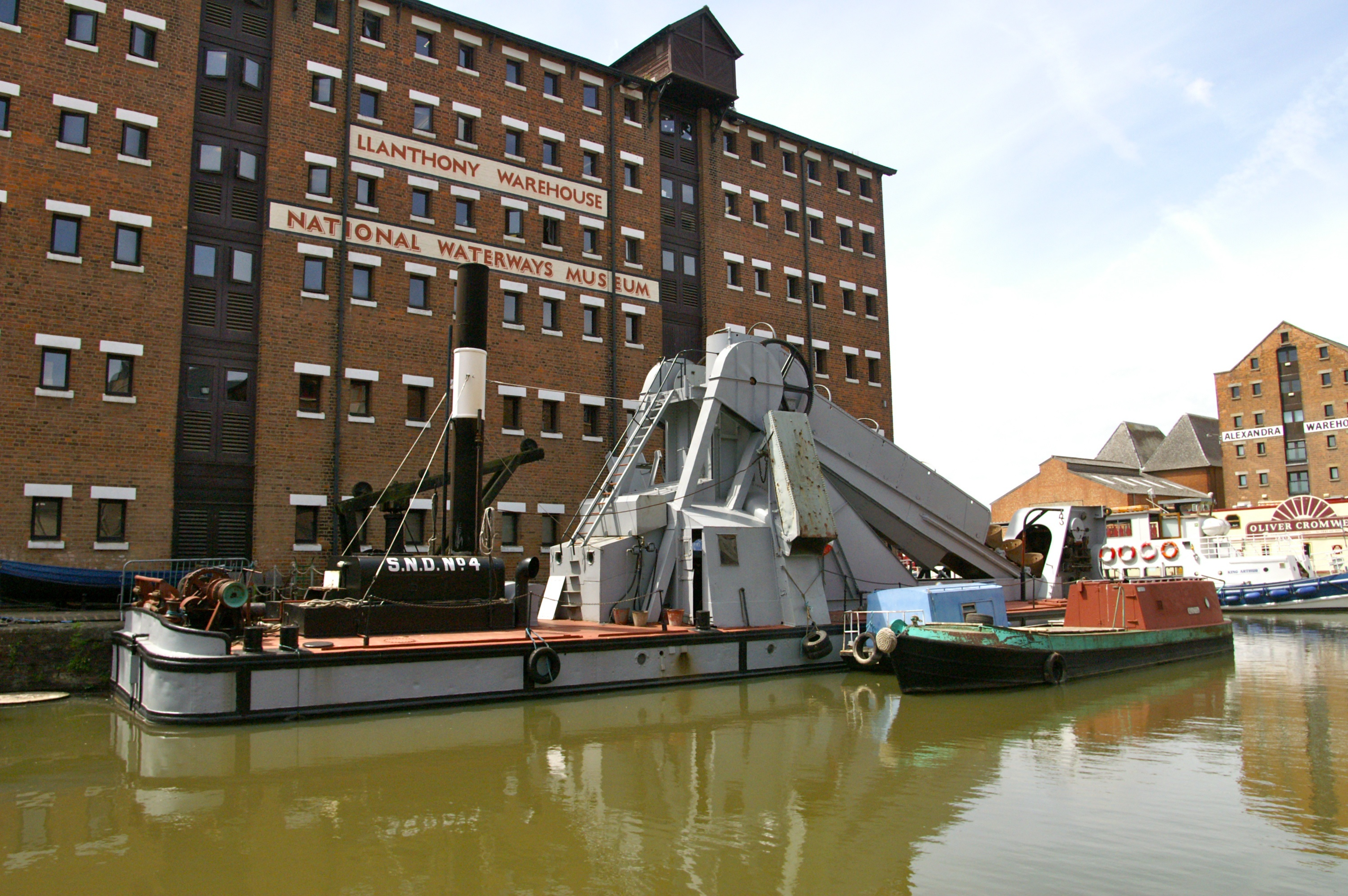
バケット式
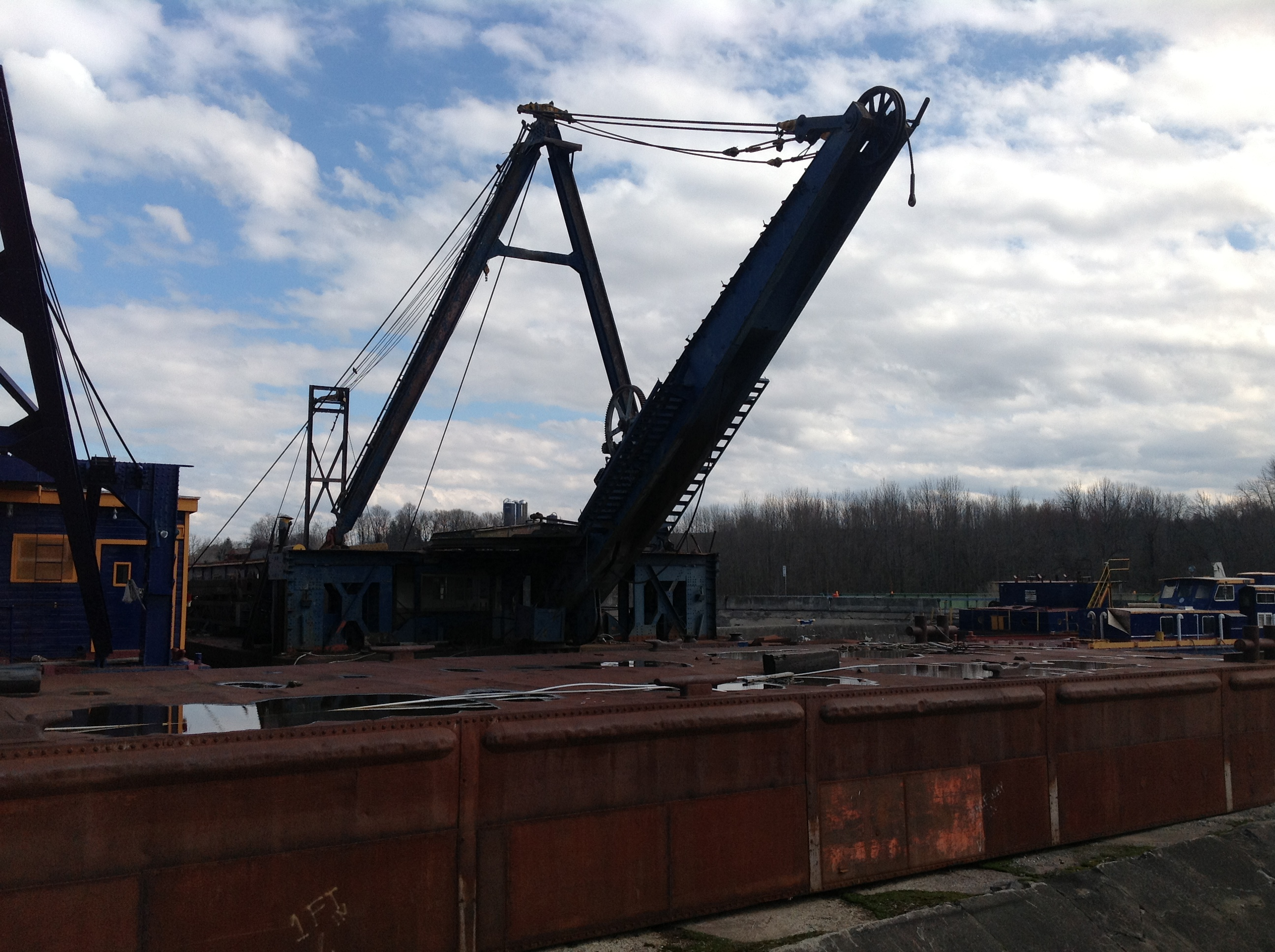
ディッパー式
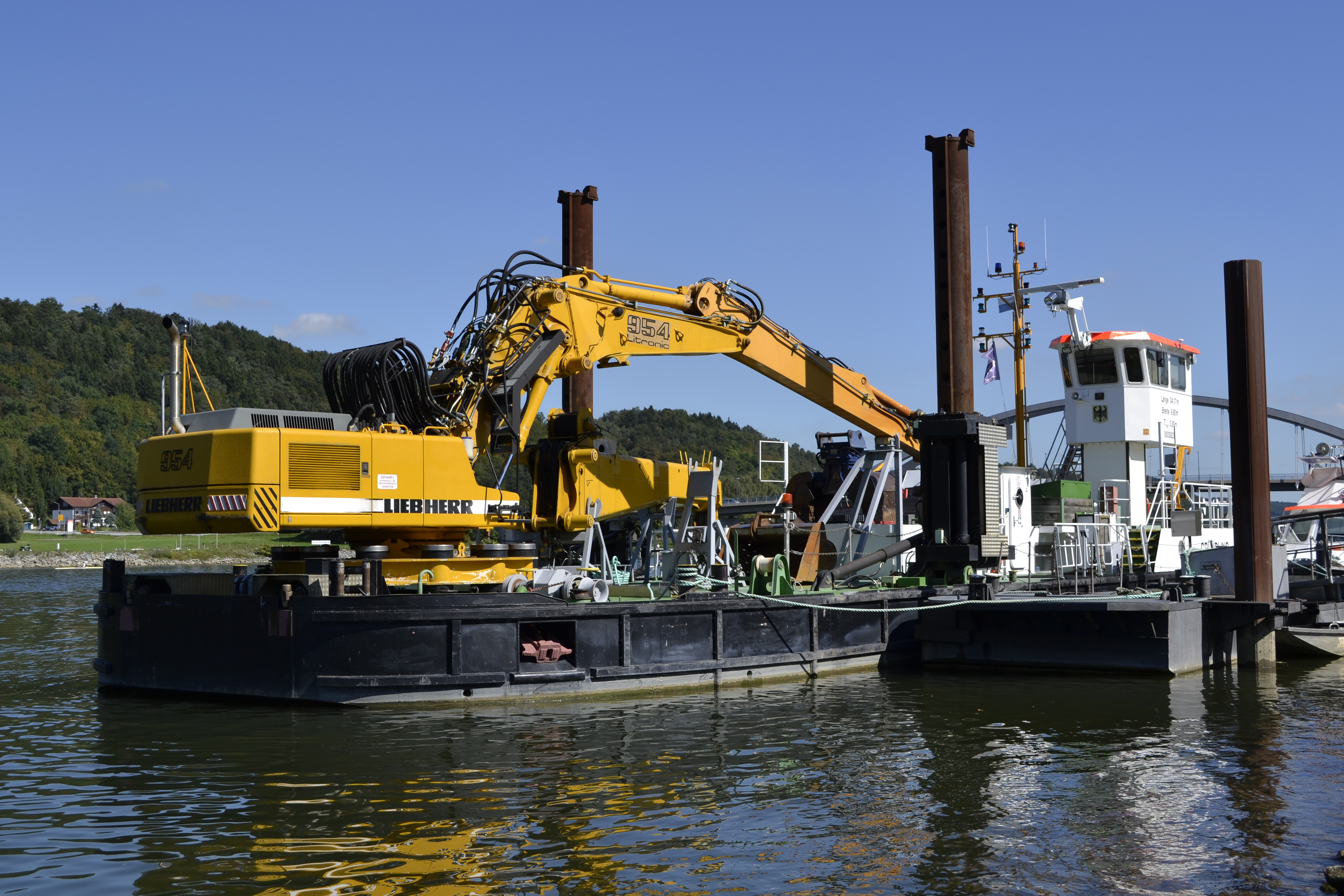
バックホウ式
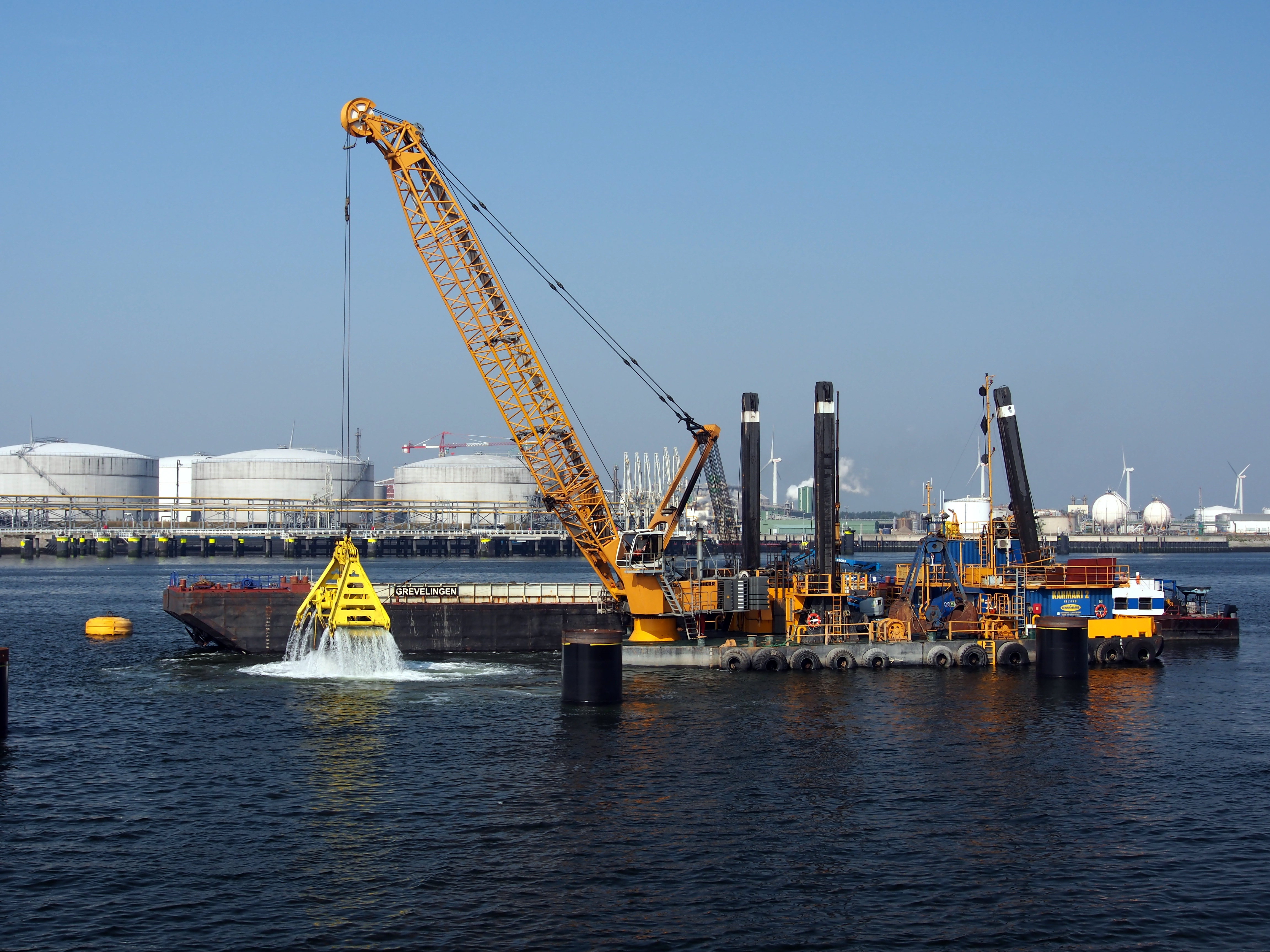
グラブ式